# 郵便

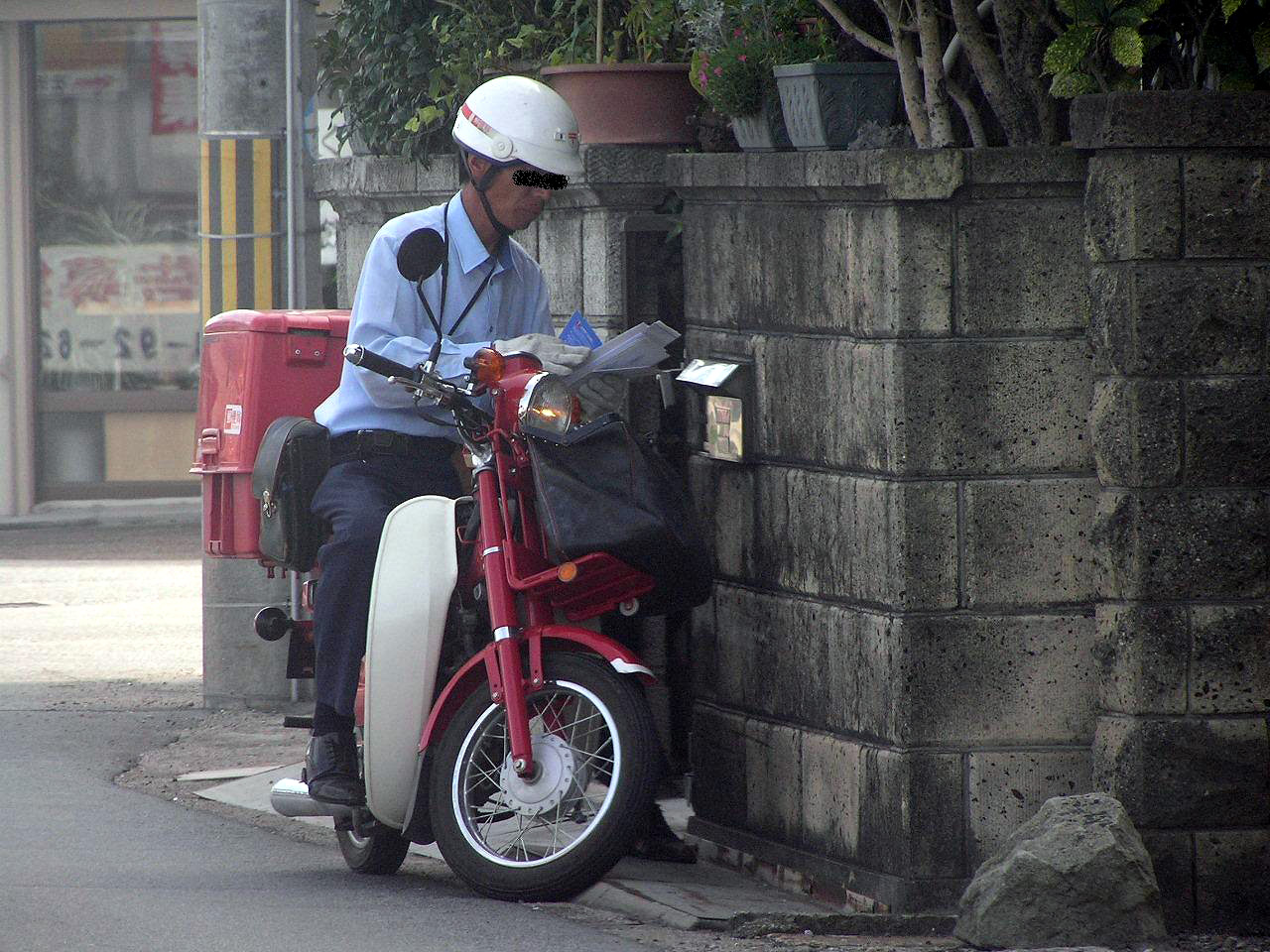
日本の郵便配達の様子

郵便（ゆうびん）とは、郵便物を送達する（送り届ける、郵送（ゆうそう））制度のことである。また、郵便物のこと。広辞苑では「信書（書状、はがき）その他 所定の物品を国内・国外へ送達する通信制度」と説明している。つまり、郵便とは郵便物を送達する仕組み・制度のことであり、（俯瞰してみれば）通信制度（通信システム）のひとつである、というわけである。また「郵便」は郵便物の略称として用いられることもある。
各国の郵便で基本となっているのは、定められた寸法や重量を守った郵便物に宛先を明記し、郵便局等において、寸法や重量のカテゴリごとに一定の料金を支払うと、郵便事業者が宛先へと配達してくれる、というものである。また同様に、通常の速さ（日数）で送るはがきや封書などは、わざわざ郵便局に足を運ばなくても、郵便物に料金相当分の切手を貼付し郵便ポストに投函すれば、郵便事業者がポストを定期的に巡回しておりそれを集めて郵便局へ運び、その後は郵便局であずかった郵便物と同様に、宛先まで送達する、という仕組みもかなり一般的である。
郵便物の宛先（送達先）は、企業などの所在地、個人の住所などが指定されることが一般的で、その場合、企業や個人の郵便受けに届けられる。また宛先には、郵便局の私書箱が指定される場合がある。この場合は、郵便物は特定の郵便局の特定の箱に届けられ、受け取り人のほうが適宜、都合の良い時に、その箱へと出向いて郵便物を受け取ることになる。
次節から述べる郵便史については、郵便・飛脚の区別をふくめ、どこを始まりとするかは明確ではない。タクシス郵便はおそらく万国郵便連合につながるから原点とされ、またペニー郵便制度はイギリスの造船力・海運力が世界展開を可能にしたから始点と考えられる。英国内についていえば、廉価なペニー飛脚は利便性においてもペニー郵便制度に遜色はなかった。各国史におけるそれぞれの郵便史は様相が異なる。日米の郵便史コレクションは各国の節に譲る。
なお、ウィキペディアには「郵便を題材とした作品」というカテゴリーが存在する。

## 前史
僧院飛脚マナスティック・ポストは、各地の教会・修道院を統率するために12世紀はじめに起こった。教皇庁と各僧院が僧侶を使者に立て、ネットワーク化したのである。ヒエラルキーに基づいた意思伝達が飛脚によって行われた。クリュニー修道院はクリュニー会を頂点に、飛脚制度を改革して中央集権を果した。布教に必要な信頼を得るため、飛脚は市民の信書も運んだ。臨時のアビニョン庁ですら官僚制と飛脚は充実していた。教皇庁の通信は商業ルネサンス期に民間飛脚へ変わってゆく。
中世大学の定期通信は大学飛脚メッサジェ・ドゥ・ル・ヴェルシイテが担った。とりわけパリ大学の制度が秀逸であった。学生が出身ごとにつくった同郷会ナシイオは、大学の財政管理や対外折衝に参画する一方、パリ市内の名望家に飛脚の運営を委ねた。飛脚は管理職のグレート・メッセンジャーと、実際に輸送するフライング・メッセンジャーに分かれた。前者は大学の教授・学生と等しい優遇措置を受けた。十分の一税、塩税、ワイン税、通行税、その他諸税の免除であった。グレート・メッセンジャーは大学とナシイオに収益の一部を還元した。彼らは金融を手がけるほどの余剰資金に恵まれた。優遇措置は国王と市民の負担となり、何度も争いがおきた。パリ大学の飛脚は何世紀も続いたが、1720年に12万フランで国有化された。
11世紀 - 12世紀の商業ルネサンスに貢献した飛脚は、地中海/北欧の商業圏とそれらの交流経路で活躍した。1290年、トゥルン・ウント・タクシス家の祖オモデオ・タッソがベルガモ飛脚を整備した（カメラータ・コルネッロも参照）。彼はヴェネツィア共和国へ進出し、1305年にヴェネツィア使者商会をつくった。共和国はタッソ一族のためにローマ教皇庁と折衝し、彼らが教皇庁の支配地域で飛脚を営む権利を認めさせた。彼らの飛脚はフランクフルト・マドリード・バルセロナまでも走った。スペインは一族が後に郵便事業を営むときからスポンサーとなる。使者商会は1436年まで市内飛脚と競合した。一方、ハンザ同盟の飛脚も国際的だった。ブレーメンでは12世紀半ばから飛脚制度が敷かれた。16世紀 - 17世紀にはリガ・ニュルンベルク・アムステルダム・ヴェネツィア・ロンドン・ウィーン・プラハまでも、発着時刻を守って運営された。
ドイツ騎士団国はマルボルクを築いた当初、飛脚を抱えていなかったので、騎士自らが伝令を務めた。急用でなければ僧院飛脚を利用した。やがて騎士の伝令は、ウィティングという土地の者と協力して飛脚網を張った。
シュトラスブルクは10世紀 - 11世紀に都市飛脚を整えた。これは公私混用された。1322年の同市の都市法には市の書記局に勤務している誓約した飛脚が登場する。1443年の文書によると3名の飛脚がおり、2年毎に8エレの衣服用の布と毎年靴修理のための5シリングを報酬の他に受け取ることになっていた。14世紀末のケルンでは公私独立した制度をもっていた。民間の方は市の中央に詰め所が設けられ、郵便ポスト兼郵便局となっていた。フランクフルトの飛脚は1385年で、アシャッフェンブルク・コブレンツ・ケルン・ジーゲンなどへ走った。騎馬飛脚はブレーメンやシュターデにも時間を守って往来した。飛脚の肖像が残っており、パスポート代わりに帝国の紋章をつけていた。文箱は木製だったり、ペットボトルサイズの壺に変わったりしたが、15世紀に銀製の箱になった。槍を携帯し、野犬と強盗から身を守る他に濠を飛び越えるのにも使った。拳銃が発明されると郵便配達員の自衛用として導入された。

## 歴史
近代郵便の原点は、1516年からドイツ・イタリアの名門一族の人物フランチェスコ・デ・タシス1世が、Thurn und Taxisを設立・運営する中でヨーロッパ全域を対象に行ったものである。この一族は、近年の郵便学における研究対象として筆頭である。なお、トゥルン・ウント・タクシスの郵便業が角笛を使うようになったのは、1615年のことで、現在でもドイツ郵便はラッパをマークとしている。
商業ルネサンス以降の商用飛脚は契約書等の交換を円滑にした。保険証券が交換されて海上保険が発達した。この中世すでに貿易決済をする銀行が存在し、これらの間を手形割引された輸出手形が往来した。銀行が割引で稼ぐ行為は第5ラテラン公会議で追認された。飛脚によって所要時間が相当に異なり、満期は鈍行に合わせて決められた。メディチ家やフッガー家は為替レートを調べるために高給の銀行飛脚を利用した。地中海/北欧の商業圏において結節点にあたるリヨンでは、年に四回開かれる大市が手形交換所となっていた。フランスの全209銀行のうち169行が参加し、エキュ・ド・マルクという仮想基軸通貨を用いて決済された。大市で決まった為替レートは銀行飛脚で知ることができた。フィレンツェ出身のジャン＝バティスト・ヴェラサンという人物がリヨンの飛脚を取り仕切っていたが、リヨンの銀行家に訴えられた。このような銀行飛脚は教皇庁や国王の文書も運んだ。
1657年にイギリス政府は郵便を国営事業にした。これは1682年に後の事業と合体する。
ロンドンでは15世紀に外国商人が飛脚を運営していた。外国商人として、ハンザ商人・フランドル商人・イタリア商人がいた。1496年、イギリスとネーデルラントは通商条約を結んだ。両国の君主は、重商主義政策をとるヘンリー7世 と、帝国郵便の庇護者フェリペ1世であった。1514年、外国商人飛脚が設立された。これは条約に優遇されてイギリスの検閲を免れた。16世紀に王立取引所そばのジョージ旅館が拠点となって冒険商人飛脚が設立され、外国商人飛脚と競争した。17世紀に両者はイギリスのロイヤルメールに吸収された。ロイヤルメールは戸別配達をしなかった。1680年3月、ウィリアム・ドクラが共同出資者を募ってペニー飛脚(en)を始めた。4月に週一万通だったのが、翌年3月には三万通も売り上げた。切手はなく、収納印が用いられた。ペニー飛脚はロイヤルメールに目をつけられ、1682年に独占権の侵犯を理由に無補償で国有化されてしまった。これに伴い、ドクラ支持者のシャフツベリ伯爵はオランダへ亡命する。ペニー飛脚は1682年12月に再開された。
フランスでは二種の飛脚があった。パリで戸別配達をするプチポストは1760年に勅許を得たが、収益が裏目に出て接収されてしまった。これはリヨン等各地に導入されて、パリでは毎日六回も集配する手厚いサービスとなった。全国の主要駅路を走るグランポストもあった。19世紀はじめまで、人口ベースで約八割が飛脚の圏外にあった。改善は1829年から行われた。
1840年1月、ローランド・ヒルの考案による均一料金郵便制度が英国で施行されたことにより、近代郵便の基礎が確立された。世界最初の郵便切手「ペニー・ブラック」の発行を伴ったことから、この郵便制度は通称「ペニー郵便制度」ともよばれた。

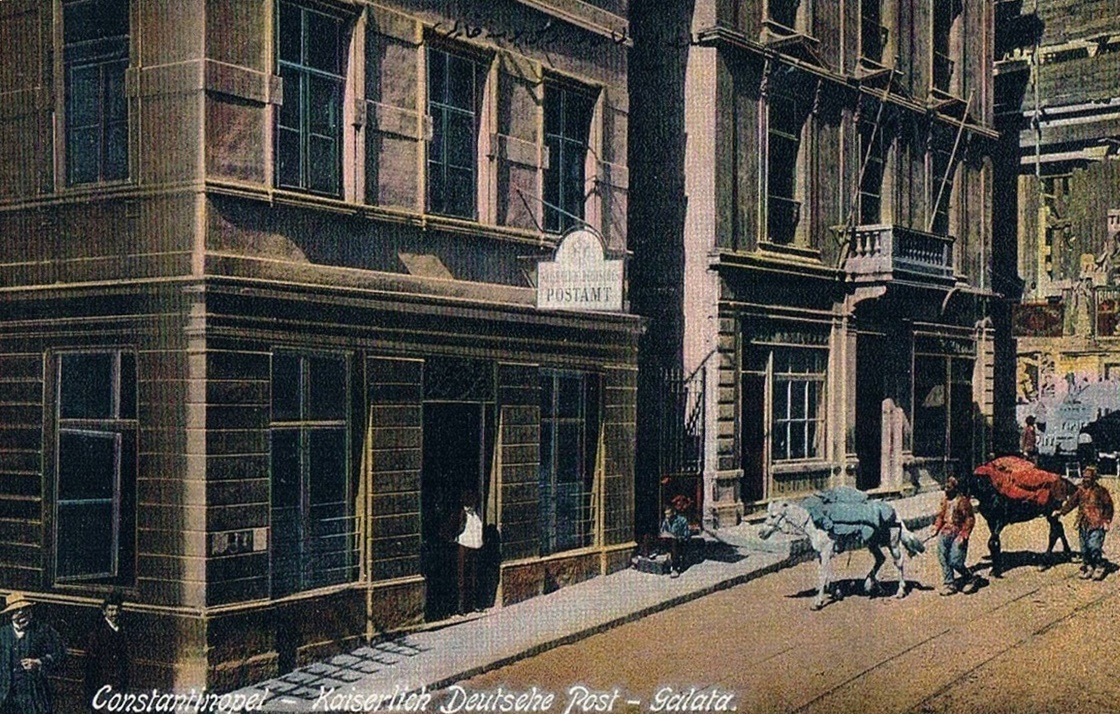
トルコのコンスタンチノープルにあった、ドイツの郵便局。写真は1870年の絵ハガキ。1881年同地にオスマン債務管理局ができた。郵便制度は政治経済と不可分である。切手は1884年から発行された（英語による詳細）。2016年、第26回郵便連合会議がイスタンブールで催された。

1870年、フランスのメス市で国内初の航空郵便が実施された。
1874年には帝国郵便をもとに万国郵便連合が発足した。現在、これに加盟している郵便事業体間であれば郵便物を送り届けられるようになっている。それまでは各国の事情に応じて郵便事業が行われていた。連合の発足においてはタシス家の代表も署名に参加した。万国郵便条約により、郵便料金をどのように設定するのかとか、事業体間でどのようにお金の決済をするのかといった問題が解決された。
1909年、ドイツ郵便局は小口の口座振替を扱いはじめ、このサービスについてライヒスバンクと協定した。1910年にはオーストリア・ハンガリーの郵便貯蓄銀行、スイス小切手局、ベルギー国立銀行、そして1912年にはルクセンブルク中央銀行が、それぞれドイツ郵便局と協定した。ライヒスバンクは1883年からイギリスを手本に手形交換所を設けだした。これらは1913年で23ヶ所存在し、1912年に35億ポンド超の交換高を記録した。イギリスが150億ポンド超であるのと比べると少なくみえる。しかし、35億はネットの値であり、口座振替総額をグロスで加算すると220億ポンド超となった。
1934年、第10回郵便連合会議（Postal Union Congress）がエジプトのカイロで開かれた。ここでの合意に基いて、国際決済銀行が実務を請け負い国際郵便振替がスタートした。各国中央銀行の金口座を開設・連結することにより、万国郵便連合の郵便・電信・電話サービスに関する国際決済尻を清算する仕組みであった。原加盟国はドイツのほか、その孤立を狙う英仏とスカンジナビア諸国であった。郵便振替は1937年4月から行われ、扱い高でほとんど英仏のためのインフラとなっていた。しかし翌年末にスイスが参加してナチス・ドイツにも利用価値が出た。第二次世界大戦が始まると数年だけ郵便振替は休眠状態となった。
そんな折、ドイツによりチェコから切り離されたスロバキア共和国の傀儡政権が郵便振替の口座開設を申し出た。この可否をスイスポストがスイス国立銀行に問い合わせた。1942年9月10日付の照会に対し、国立銀行は開設できないと答え、ついでにスイスポスト内の国際決済銀行口座も閉鎖するよう忠告している。勧告通りスイスポストがBIS口座を閉鎖したころに、国際郵便振替をドイツが利用しはじめた。1941年 - 1942年には決済件数23で金12.4キログラムの取引だったのが、1942年 - 1943年には34件で703.3キログラムとなり、1943年 - 1944年には30件で371キログラムの取引を記録した。これら取引のうち2/3がドイツ帝国郵便からハンガリーポストへの支払で、残り1/3もドイツからだが支払先がトルコとアルゼンチンであった。
1962年、アジア＝太平洋郵便連合（Asian Pacific Postal Union）が万国郵便連合憲章8条に基づき設立された。アジア・太平洋地域内における郵便業務に特有な諸問題の解決を図り、サービスをより便利にすることを目的とする。日本は1968年に加盟した。連合の最高機関である大会議は、通常5年ごとに開催される。
1980年ごろ、イギリス・カナダ間でインテルポストがサービスを開始した。インテルポストは郵便とファックスを組み合わせた国際電子郵便である。1984年に正式にスタートし、2003年に廃止された。
デジタル化により手紙の取扱量が減少していることから、2020年代からヨーロッパ諸国では撤退や縮小が相次いでいる。北欧全体に郵便サービスを提供しているデンマークのポストノルドは2025年12月30日をもってデンマーク国内での手紙の配達事業から撤退することを発表した。

## 各国の郵便事業体
各国の主たる郵便事業体（事業主）は次に示すようになっている。ただし、国ごとに国営・民営の割合は異なっている。国営のみという国もあれば、ほぼ民間企業によって運営されているという国もある。また法規制があり信書は公社に限られる国もある。また隣国でも事業を行っている事業者もある。

### ヨーロッパ
- フランス - フランス郵政公社
- ニュージーランド - ニュージーランド・ポスト
- イギリス - ロイヤルメール
- ドイツ - ドイツポスト
- イタリア - ポステ・イタリアーネ
- スウェーデン - スウェーデンポスト
- デンマーク  - ポストノルド

- フィンランド - ポスティ・グループ
- エリトリア - エリトリア郵政公社
- ハンガリー - マジャール・ポシュタ
- コスタリカ - コレオス・デ・コスタリカ
- スイス - スイスポスト
- ロシア - ロシア郵便

### アジア
- 日本 - 日本郵政グループ（日本郵便株式会社）
- シンガポール - シンガポール・ポスト
- 韓国 - 大韓民国郵政事業本部
- 中華人民共和国 - 中国郵政

- 中華民国（台湾） - 中華郵政
- ブータン - ブータン郵便公社
- ブルネイ - ブルネイ郵政局

### その他（アフリカ・アメリカ・オセアニア・中東）
- オーストラリア - オーストラリア郵便公社
- アメリカ合衆国 - アメリカ合衆国郵便公社
- カナダ - カナダ郵便公社
- ブルキナファソ - ソナポスト

- コスタリカ - コレオス・デ・コスタリカ
- パレスチナ - パレスチナ・ポスト
- ガーナ - ガーナ・ポスト

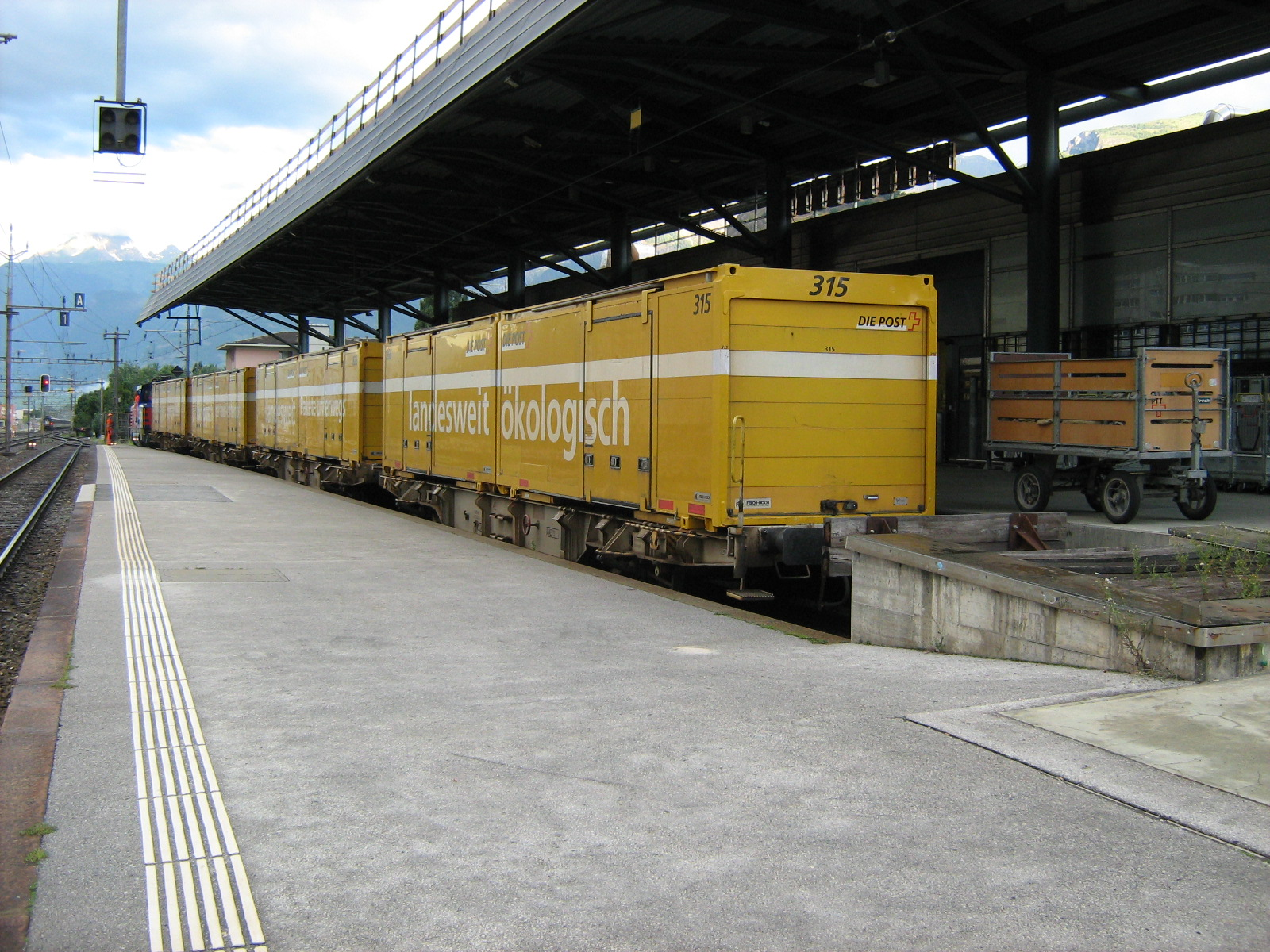
郵便物を運ぶ現代の貨物列車（スイス）。スイスでは離れた都市間では貨物列車で運ばれ、それがトラックに移し替えられ、各地区の郵便局から小型トラックや自転車等々に積まれて配達されることになる。
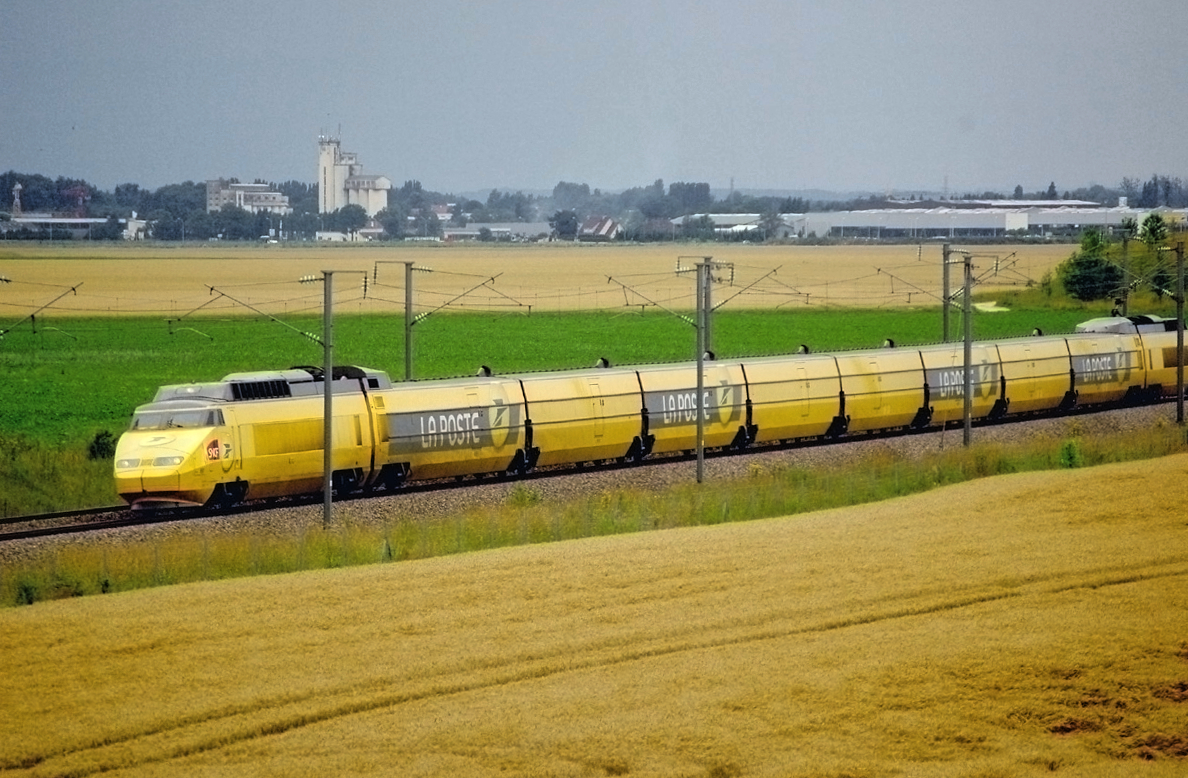
現代フランスでは高速鉄道TGV（日本の新幹線相当の列車）の中に、まるまる1編成が郵便専用に割り当てられているものがある。
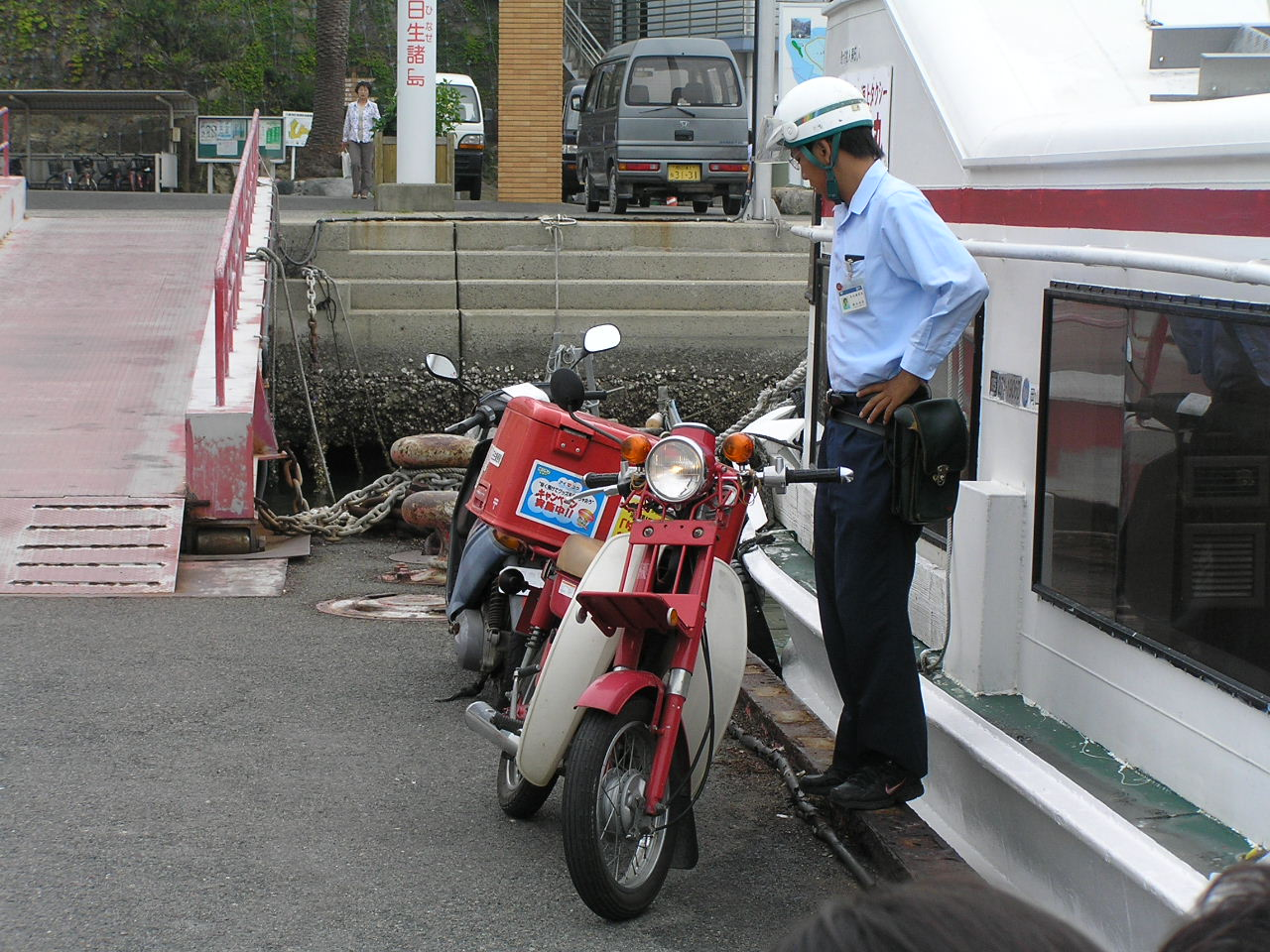
離島へはフェリーで配達する場合もある（日生諸島・頭島）
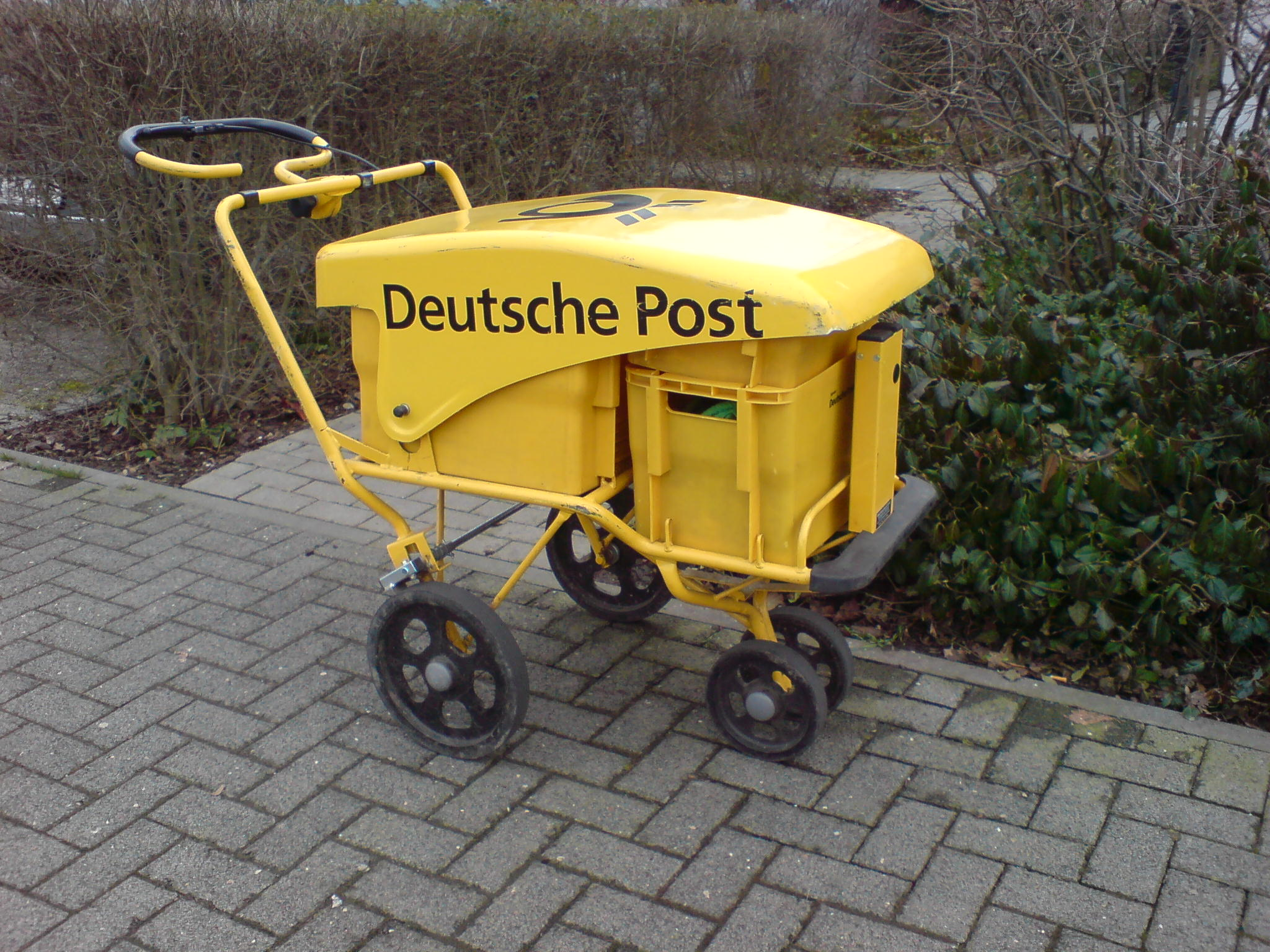
ドイツポストの手押し車
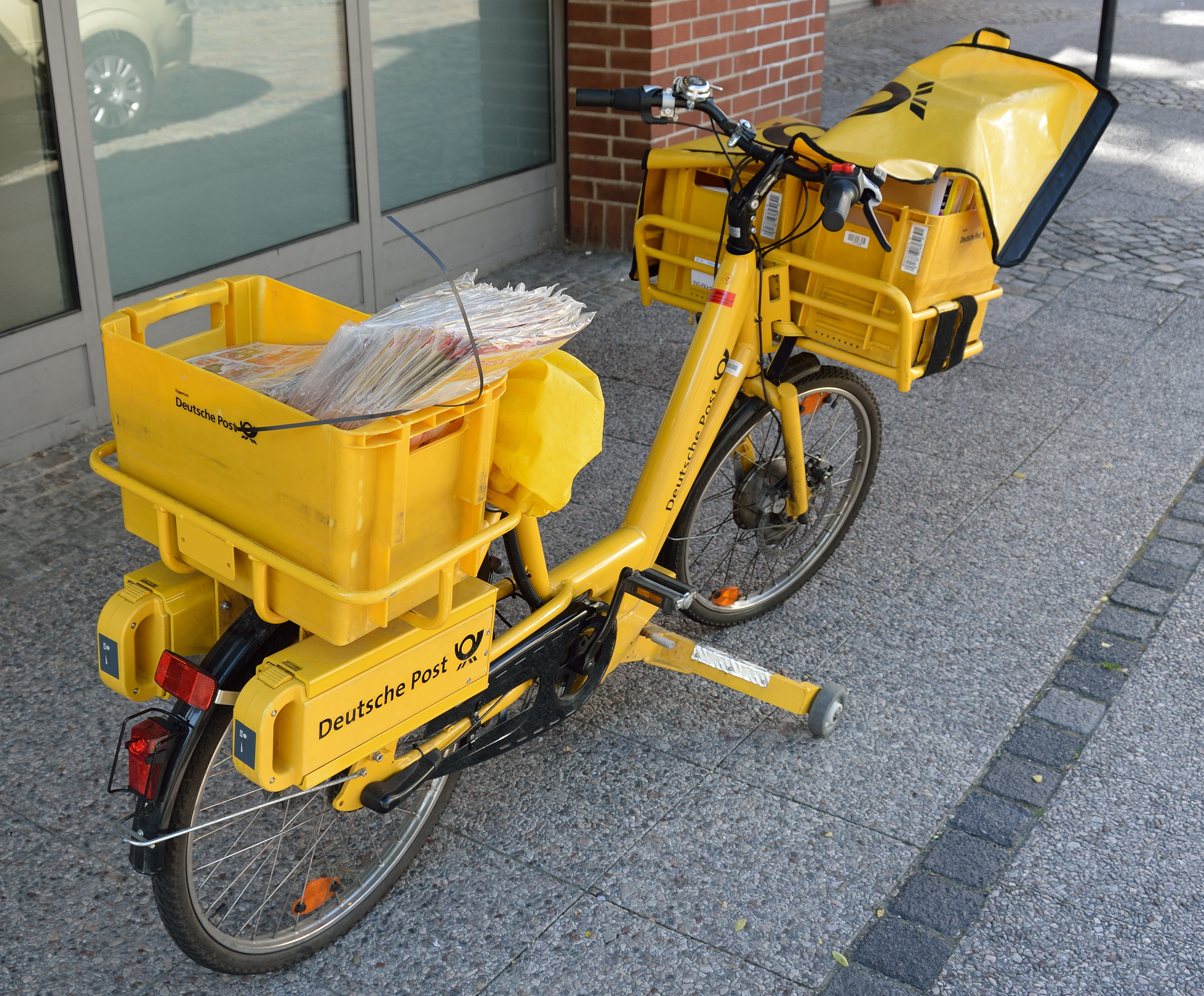
ドイツポストの電動自転車
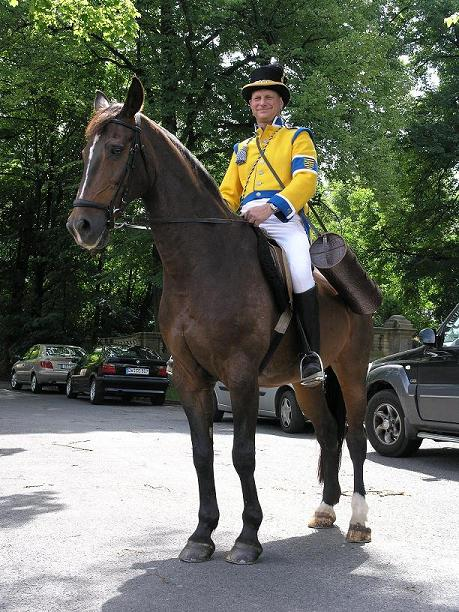
ポストライダー（英語版）
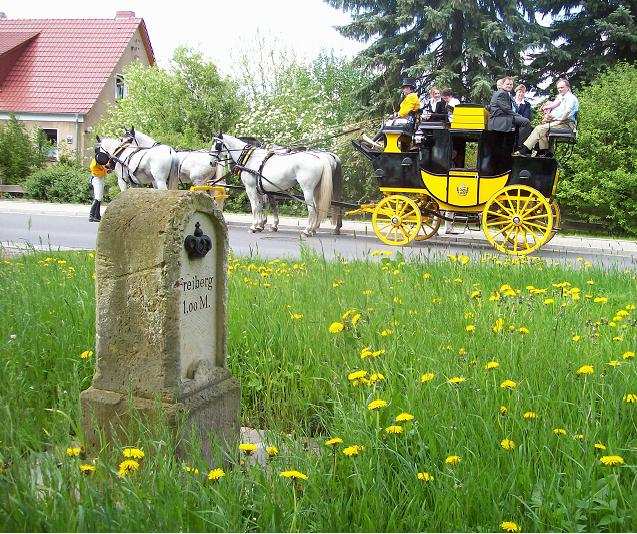
馬車（Postkutsche）
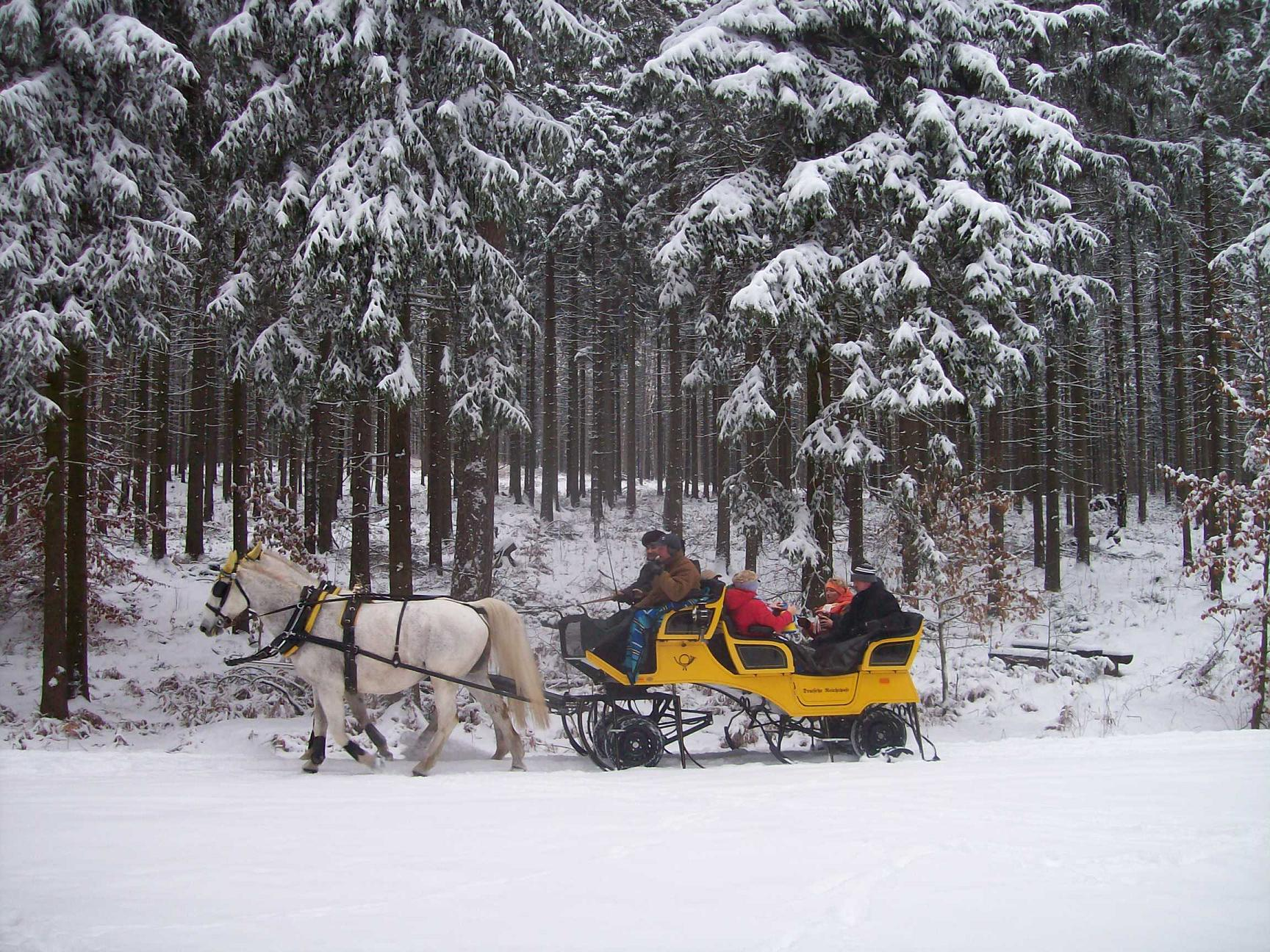
ソリ（Postschlitten）
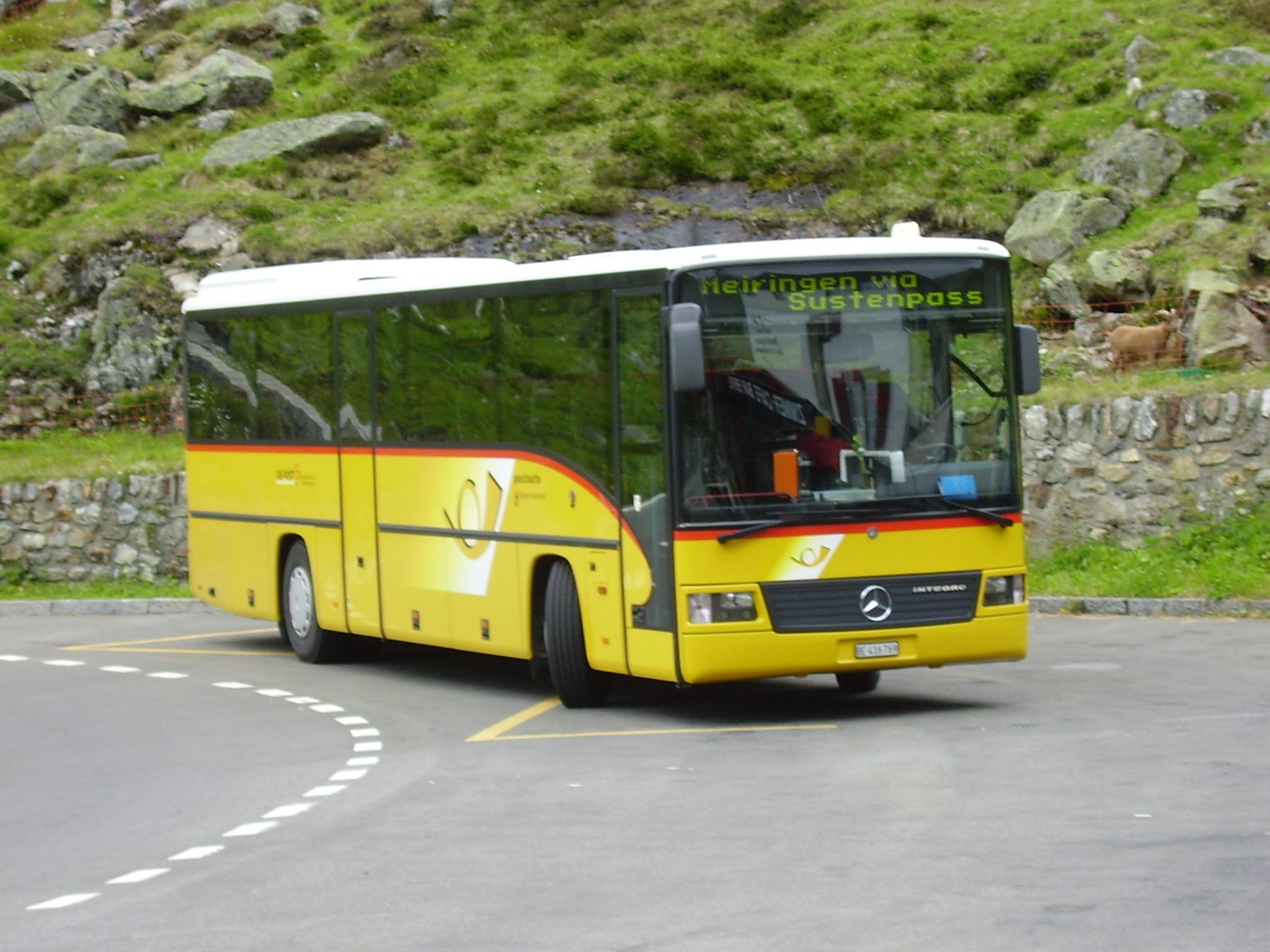
スイスの乗客と荷物を載せたポストバス

## 日本
日本では、信書の送達について「民間事業者による信書の送達に関する法律」（通称・信書便法）の条件を満たせば日本郵便以外の事業者が参入することもでき、高付加価値型の郵便サービスである特定信書便については404事業者（2013年7月5日現在）が参入している。英語で言うpostal serviceつまり一般概念としての"郵便"を民間企業も行うようになっている。
なお、"全国全面参入型"の一般信書便には参入する事業者がなく、もっぱら日本郵便が行っている。
なお、過去のいきさつもあり、実質的にpostal service（つまり郵便）を行っているにもかかわらず、日本で「郵便」と（商標的に）表記できるのは法律上日本郵便のみ、となっている。
競合サービスとして民間企業（運輸会社各社等）のメール便（宅配便）がある。

### 日本の郵便の歴史
日本において通信制度が現れたのは、伝馬などを利用して公用通信に供した「大化の駅制」とされる。この駅制は盛衰を続け、鎌倉時代に至って飛脚の出現となり、戦国時代には大名の書状送付に飛脚が利用されるなどを経て、徳川時代（江戸時代）に幕府の整備により武家や町人が利用できる飛脚屋・飛脚問屋などの制度が発達した。その後明治時代に入り、飛脚は郵便に移行してゆく。
1858年の日米修好通商条約により、締結国が開港地に領事館を設置した。各国は公文書を蒸気船や軍艦に運搬させたが、自国民の手紙も便乗させた。いわゆる領事館郵便である。やがて中には業容を拡大し、独立の局舎を設けて専任の従業員を抱えたものもある。そのような在日外国郵便局を、英米仏三国が横浜・兵庫・長崎にもっていた。在日局は各国の郵便ルールに従っていた。切手販売、手紙引受、押印という基本的な機能は十分に果した。横浜の居留地ではサザーランド切手が使われた。
1870年（明治3年）5月、駅逓権正となった前島密は、太政官に郵便制度の創設を建議した。しかし、同年6月に前島が上野景範大蔵大丞に差添し渡英したことから、郵便制度創設の建議は、後任の駅逓権正・杉浦譲と各地の官吏に引き継がれた。
1871年（明治4年）1月24日に「書状ヲ出ス人ノ心得」及び「郵便賃銭切手高並代銭表」、「郵便規則表」等、郵便に関する一連の太政官布告が公布され、4月20日（旧暦3月1日）、東京 - 京都 - 大阪間に現行の制度の礎となる郵便制度が確立され、東京・京都・大阪に最初の郵便役所が創設された。布告に用いられた「郵便」の名称は、前島の案に準じたものであった。1882年には「郵便条例」を制定し、第一種・第二種・第三種・第四種郵便物とその料金（郵便税）を定めた。
前島密により建議され、創設された近代日本の郵便制度においては、これまで東京 - 京都 - 大阪間の政府の手紙等の配達に毎年1500両支出していたのを、政府の手紙配達に民間の手紙配達を併せて配達し利益を出すしくみが提案されていた。そのしくみは、東京 - 京都 - 大阪間62箇所の郵便役所・郵便取扱所で官吏が引き受け・管理を行い、配送時間は厳守された。郵便制度の創設後、従来の飛脚が東京 - 大阪間144時間で書状を配送していたものを、78時間に短縮した。
翌1872年（明治5年）8月に前島が英国より帰京すると、郵便役所はさらに横浜、神戸、長崎、函館、新潟と全国展開が図られ、江戸時代に地域のまとめ役だった名主に自宅を郵便取扱所とする旨を要請、1873年（明治6年）に全国約1100箇所の名主が郵便取扱所を快諾したことから、郵便制度は全国に拡大した。 
1873年、郵便配達員の自衛用として「短銃取扱規則」に従い拳銃の所持が認められたが、現金書留の取扱量が増加したため、1887年に郵便物保護銃規則が制定された。 
駅逓寮は国際郵便の整備も並行させた。1872年、在日局にならい手続きを明文化した。内容だが、在日局に着いた書信のうち、横浜宛は在日局に配達を任せた。横浜以外は日本側が配達した。横浜から先の国内料金は受取人払いとし、徴収額は国内料金にそろえた。逆に海外宛の手紙は二重封筒を使った。国内料金と外国料金を足した額の日本切手を上封筒に貼って駅逓寮に送り、駅逓寮が下封筒に各国の切手を貼って在日局に託すというリレーが行われた。万国郵便連合がなかった時分、各国と条約を結ぶ必要があった。1873年にワシントンで締結された日米郵便交換条約は、それらで最初のものである。日米の郵便船はそれぞれ相手国の郵便物を無償で運ぶという条文があるものの、日本郵船の設立は1885年を待たなければならなかった。

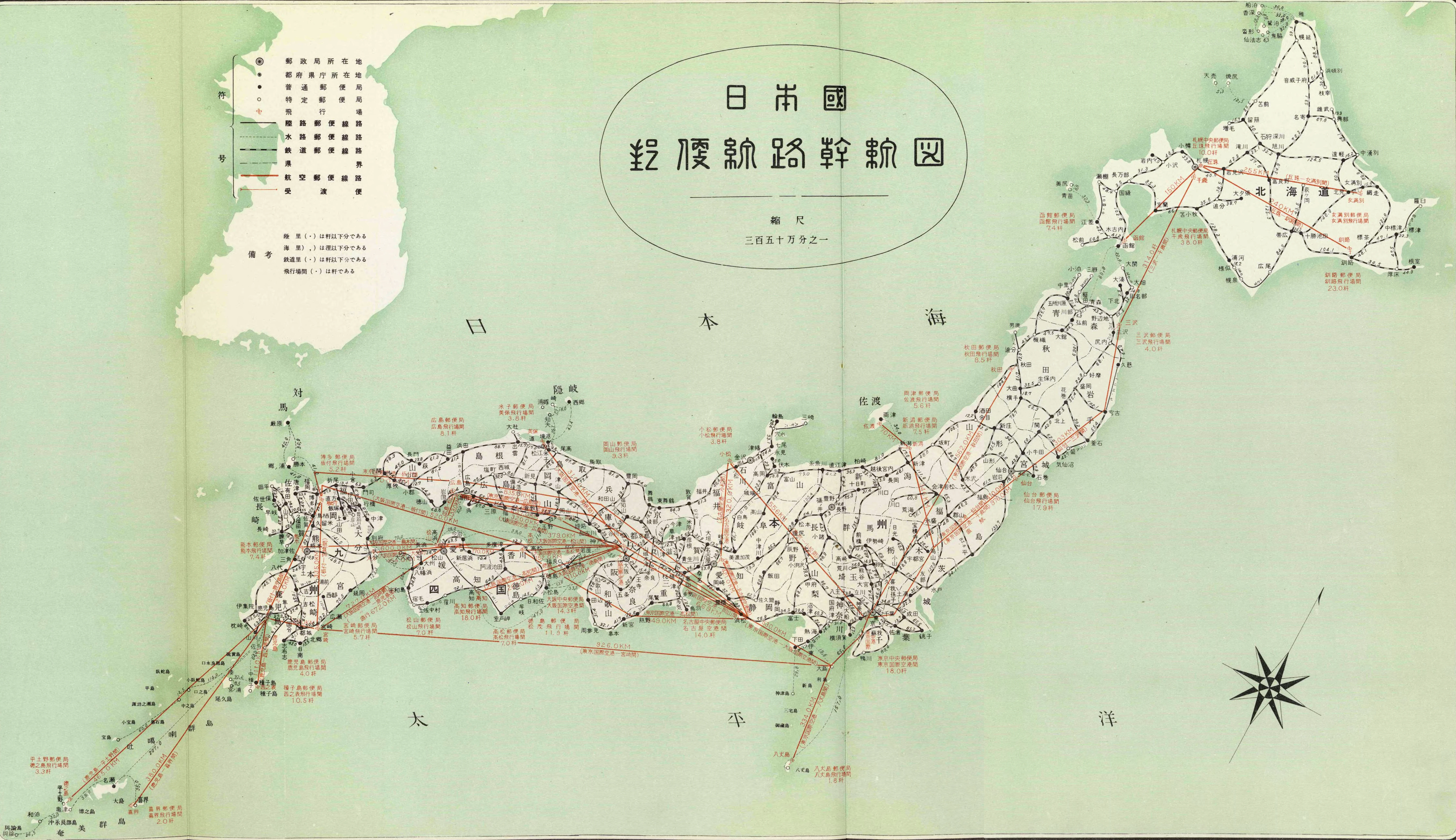
日本の郵便線路図（1964年）

2000年、中央省庁再編前までは、携帯電話でようやくEメールを送受信できるようになったところで、対面以外のコミュニケーションは、固定および携帯電話による音声通話か、アナログの「ハガキ」「手紙」の送付が主な手段であった。当時の郵便局には、職員に向けた「郵便の使命」と題して、次の文章が掲示されていた。「愛と思いやりを届け、別れた友のかけ橋となり、わびしい心をいやし、遠く離れた家族をつなぎ、我らの日々を豊かにするニュースと知識を運び、商業と産業の助けとなり、世界の人々の間に互いの理解を深め、平和や親善を促進する」
- 1871年 - 郵便に関わる太政官布告が交付され、郵便制度が施行。最初の郵便切手が発行された[19]。
- 1873年 - 日米郵便交換条約調印[19]。
- 1875年 - 外国郵便の取扱開始、郵便貯金・郵便為替の取扱施行[19][20]。1月、郵便役所をすべて郵便局と改称し、1等～5等に区別した[21]。
- 1876年 - 上海と釜山浦に在外郵便局を開設[19]。
- 1877年 - 万国郵便連合（UPU）に加盟。ただし在日局の撤退はイギリスが1879年、フランスが1880年[19]。
- 1882年 - 「郵便条例」制定[18]。第一種・第二種・第三種・第四種郵便物を定める[18]。
- 1885年 - 逓信省創設。国際郵便を正式にあつかいはじめる[19]。

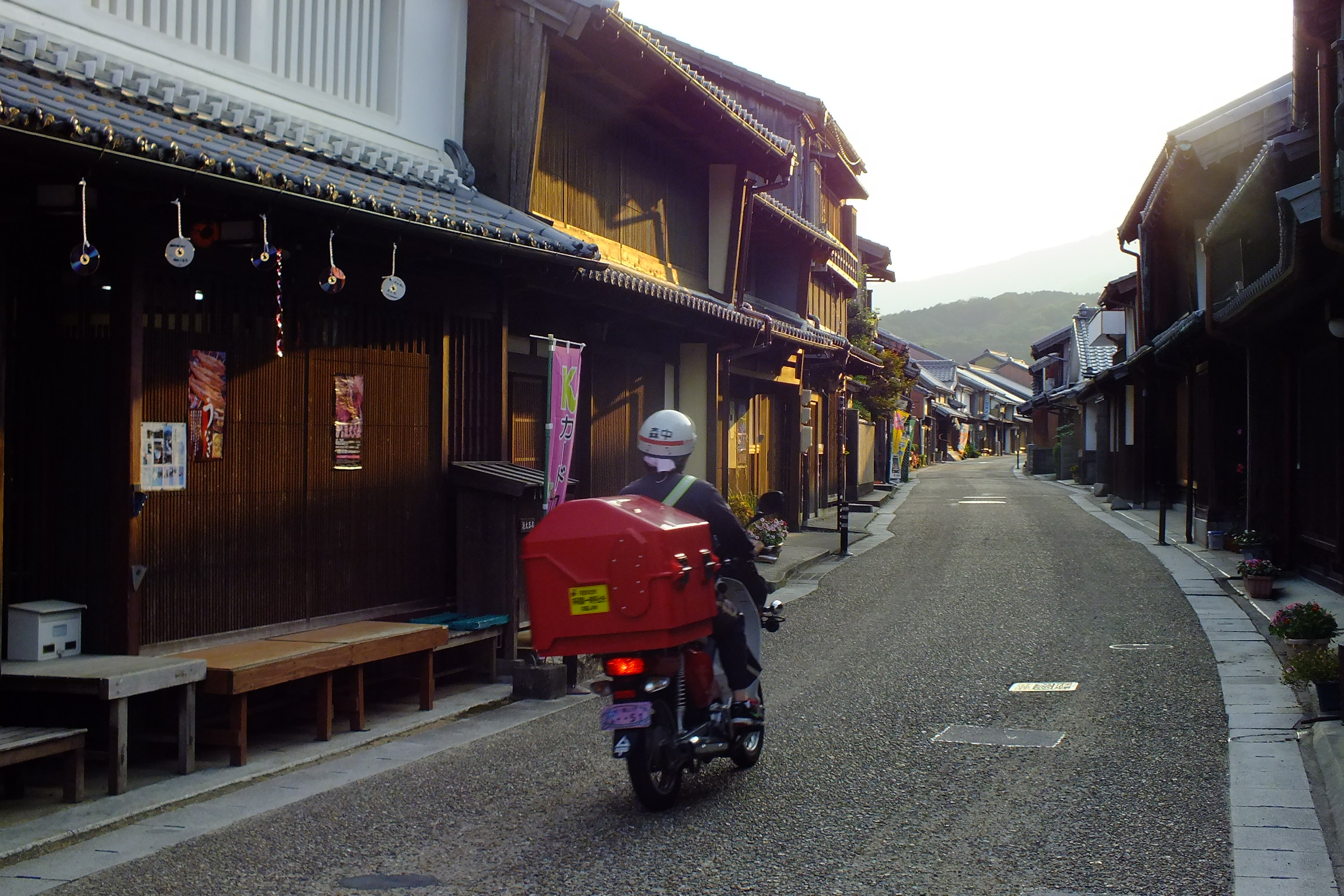
日本の古い宿場町を走る郵便配達（東海道五十三次 関宿）

- 1892年 - 小包郵便の取扱開始[19]。
- 1916年 - 簡易保険創業[19]。
- 1921年 - 国内航空郵便開始[19]。
- 1943年 - 逓信省を廃止、通信院を運輸通信省の外局として設置。
- 1945年 - 運輸通信省の廃止にともない通信院を、逓信院に改めて内閣に移管。
- 1946年 - 逓信省再発足。
- 1949年 - 逓信省を郵政省と電気通信省に分割。
- 1966年 - 郵便法大幅改正[22][23]。第五種郵便物[注 3]を廃止し、第一種郵便物に統合[24]。簡易てがみ[注 4]を郵便書簡に変更[25]。書籍小包・簡易書留の創設など[24]。
- 1968年 - 郵便番号（3桁又は5桁）実施。普通扱いのはがきや手紙の日曜配達を廃止[26]。
- 1970年 - 角型ポスト登場。
- 1979年 - 毎月23日をふみの日として定める、電話自動化が完了し郵便局での電話交換業務が終了。
- 1983年 - ふるさと小包誕生。
- 1986年 - 鉄道輸送廃止。
- 1989年 - ふみカード（プリペイドカード）発行、カタログ小包制度新設。
- 1998年 - 郵便番号（7桁）実施。
- 2001年 - 中央省庁再編に伴い、郵政省は自治省、総務庁とともに 総務省へ、事業部門は 郵政事業庁（総務省外局）へ。
- 2003年 - 日本郵政公社へ移行。
- 2007年 - 郵政事業民営化により日本郵政グループへ移行し、郵便は郵便事業（初代日本郵便）が手掛ける業務となる。
- 2012年 - 郵政事業民営化見直しに伴い、日本郵便が手掛ける業務となる（郵便事業が郵便局に吸収合併されたため）。
- 2021年 - 10月から普通扱いとする郵便物・ゆうメールの土曜日配達を休止。これ以降段階的に送達日数を1日繰り下げ[27]。

### 日本の郵便物
- 第一種郵便物（封書）
  - 定形郵便物
  - 定形外郵便物
  - 郵便書簡（ミニレター）
  - 特定封筒（レターパックライト・レターパックプラス）
  - 小型特定封筒（スマートレター）
- 第二種郵便物（通常はがきと往復はがき）
- 第三種郵便物（定期刊行物）
- 第四種郵便物
  - 通信教育用郵便物
  - 点字郵便物、特定録音物等郵便物
  - 植物種子等郵便物
  - 学術刊行物郵便物

- 特殊取扱
  - 速達
  - 配達日指定
  - 配達時間帯指定
  - 書留
    - 配達証明
    - 内容証明
    - 引受時刻証明
    - 本人限定受取
    - 返信依頼
    - 特別送達

  - 代金引換
  - 特定記録

#### 日本郵便が取り扱うその他の郵便サービス
- 荷物（旧称：小包郵便物）
  - ゆうパック
  - ゆうメール（旧称：冊子小包）
  - ゆうパケット（旧称：追跡ゆうメール）
  - クリックポスト
- レタックス - ファクシミリを利用して手書き文面を送る。電報と同様に慶弔に使われることが多い。
- コンピュータ郵便 - 送り先を記載したコンピュータメディアを郵便局に持ち込んで、郵便局で送り先を印字して発送する。

- 国際郵便
  - 国際スピード郵便（EMS）
  - 国際小包
  - 航空便（エアメール）
  - エコノミー航空便（SAL）
  - 小形包装物
  - 印刷物
  - 航空書簡
  - 国際返信切手券

### 日本の郵便関連
- 日本郵便
- 逓信省、郵政省
- 〒 - 顔郵便マーク
- 郵便番号

- 郵便車、ホンダ・カブ、ヤマハ・メイト、スズキ・バーディー
- 郵政民営化
- 郵政監察制度
- 集金郵便

## アメリカ合衆国
アメリカでは南北戦争で公用の郵便サービスが無料化されたものの、民間利用者に課された高額料金だけでは経費をまかなえずに莫大な補助金を食った。後に1792年の郵便局法により、連邦レベルでの郵便網充実を構想したほか、法律に基づいて連邦議会自らが郵便ルートを開拓した。なお、僻地の開拓費用は利用頻度の高い北東部の各州に転嫁・分散された。立法から1828年までに連邦議会は閉じたものを除くおよそ2300のルートを開拓したほか、1840年までに一つの郵便局がうけもつ住民の数はおよそ千人まで引き下げられた。これらの政策により、アメリカの郵便局数はイギリスの2倍、フランスの5倍ほどにもなった。またこのような郵便制度を通して新聞がアメリカ国内に普及し、1790年には50万部（住民5人に1人が読める）だったアメリカの新聞発行部数は、1840年には3900万部と一気に増加した（住民1人あたり2.7部）。しかし、新聞はアメリカの郵便物の95％（1832年のデータ）を占めたものの、郵便制度における歳入は全体の15％に過ぎず、アメリカの郵便と新聞は南北戦争以降、基本的に政治の道具となっている。
世界恐慌のときは民間銀行の倒産が相次ぐ中、郵便貯金へ資金が流れた。郵便貯金の預金残高は1931年6月には3億5千万ドルだったが、1933年6月には12億ドルとなった。民間金融機関の総預金額に占める郵便貯金の割合は0.3％から3％に達した。
1970年3月18日、ニューヨーク州の郵便配達人（約5万人）が賃上げを要求し、初めてストライキを実行。1日当たり約3,500万通の郵便物が滞留した。公務員のストライキは違法であり、最高1年以下の禁固または1000ドル以下の罰金を受ける可能性があったが、ストライキはニュージャージー州、コネチカット州にも広がりを見せた。当時は支払い決済を小切手の郵送で済ませることも可能な時代であり、社会を混乱させた。

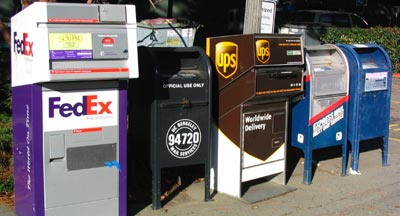
アメリカでは、公営の郵便サービスと民間企業の様々なサービスが競い合っており、互いに切磋琢磨している。しばしばポストも、行政の郵便と、FedEx（フェデックス）、UPS等々のものとが並んでいる。

アメリカの郵便事業は現在、公共企業体であるThe United States Postal Service（アメリカ合衆国郵便公社）が行っている。ただし、あくまでも郵便だけを扱い、貯金事務や簡易保険事務などは行っていない。基本サービスとしては次の3種類を行っている。
- Express Mail

3種類の中で最も速い速達。集配翌日の正午 - 15時までに受取人に配達することを依頼人に保証しており、時間内に届かなかった場合は依頼人に料金が返却されることとなっている。また、無料で$100までの保険を付加することも可能。これはその速達性から、依頼主との信用関係を確保するためである。Express Mail Flat-Rate Envelopeという専用封筒で送ると、重量に関係なく一律$13.65の料金で送ることができる。封筒は無料で、各郵便局に置かれている。その他、インターネットで依頼封書・小包が現在どこにあるかを確認することができる。
- First-Class Mail

アメリカ国内であれば1日から3日以内で配送される。機密性の高い文書（請求書の書類や法定文書など）に利用される。U.S.P.Sの定型はがきの大きさであれば、料金は23セント。それより大型のものであれば、封書の料金（37セント）となる。ただし長方形以外の変形封書は追加料金がかかる。
- Priority Mail

アメリカ国内であれば3日以内で配送される。ただし荷物には大きさの制限があり、縦・横・高さの合計が180インチ（約45cm）以下で、重さは70ポンド（約32kg）までのものとしている。これもPriority Mail Flat-Rate Envelopeという専用封筒を利用すると、送り先や重量に関係なく一律$3.85で送ることができる。U.S.P.Sのウェブサイトでプリントアウトした宛名レーベルを使用すると、無料で配達確認サービス（Delivery Confirmation）が付加される。

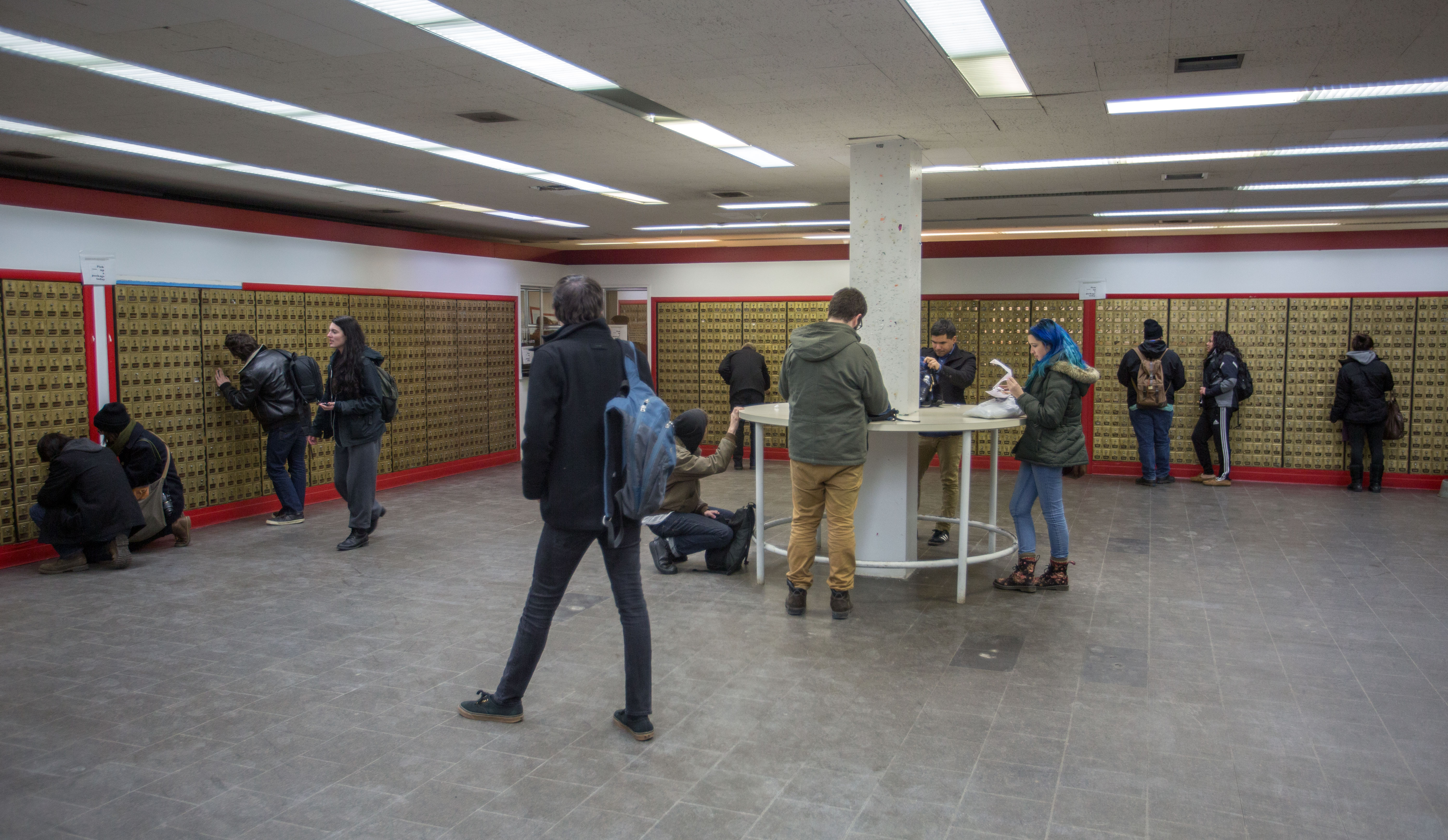
アメリカ合衆国の大学ではしばしば、学生ひとりひとりのための郵便受けが大学構内に用意されている。

U.S.P.S.は他にも次のサービスも提供している。
- Parcel Post

小包の配送サービスで、日本郵政のゆうパックに相当。アメリカ国内であれば2日から9日で配達される。縦・横・高さの合計が130インチ（約330cm）、重量70ポンド（約32kg）の大きさまでの制限がある。
- Media Mail

本やCD、DVD、ビデオテープなどの配送サービス。アメリカ国内であれば8日ほどで配達される。料金はParcel Postよりも安価。

アメリカではされる確実性が高いことから、バスケットボール選手のカール・マローンは確実に得点する（ゴールに配達する）という意味で「the Mailman（郵便配達員）」と呼ばれていた。

## イギリス
| 1803年ロンドンの中央郵便局内の様子 |  | 現代のカナダの某郵便局内の設備群と郵便物（2006年） |
| 1803年ロンドンの中央郵便局内の様子 |  | 現代のカナダの某郵便局内の設備群と郵便物（2006年） |

イギリスにおける郵便事業は、1700年代以降350年以上に渡り国営のロイヤルメールが独占的に行ってきたが、2001年に公社方式から英国政府100%出資の株式会社へと変更された。ロイヤルメールグループとして数十社を展開、主にポスト・オフィス・リミテッドとパーセルフォースが実務の中核を担っている。2005年に郵政事業参入の自由化が行われ、ドイツ・ポストやUKメールなどの新規参入が相次いでおり競争状態で業務を行うようになった。

## その他各国
- ドイツにおいては、1995年まで国営の連邦郵便公社が郵便・電話・貯金の事業を行っていた。同公社は1995年に、ドイツテレコム、ドイツ・ポストバンク、ドイツポスト（DeutschePostAG）[32]の3社に分割され、ドイツポストは民営化され株式会社となった。現在の郵便はドイツポストが主に扱っている。
- オランダにおいては、民間会社であるTPGPOSTが郵便事業を行っている。TPGPOSTは完全民間資本であり、他のヨーロッパ諸国の郵便組織のように部分的にでも政府資本を入れるようなことを一切していないところに特徴がある。
- 現在、中国郵政の実質的経営は中国郵政集団公司が行っている。中国では2006年に郵政事業と通信事業が分割された。2007年には、貯金業務も中国郵政儲蓄銀行として独立した。また2007年に、郵便事業を行う主体が、監督官庁の国家郵政局と、実質的経営を行う中国郵政集団公司に組織分割された、という経緯がある。
- 台湾における郵便事業は、中華民国政府が出資する中華郵政（中華郵政股份有限公司）が行っている。2007年から2008年にかけて一時期「台湾郵政」と呼称していた。かつて中華郵政は中華民国交通部郵政総局であったが、組織改革によって2003年1月1日に公共企業に改組し、交通部が100%出資する国営公司となった。事業内容は郵便事業および郵便貯金事業。